# Bitka pri Isu
Bitka pri Isu se je zgodila v južni Anatoliji, 5. novembra 333 pr. n. št. med grško zvezo, ki jo je vodil Aleksander Veliki in ahemenidskim cesarstvom, ki ga je vodil Darej III., v drugi veliki Aleksandrovi bitki za osvojitev Azije. Makedonska vojska je premagala perzijsko. Potem, ko je Helenska zveza premagala perzijske satrape Male Azije (pod vodstvom grškega plačanca Memnona iz Rodosa) v bitki pri Graniku, je Darej osebno poveljeval svoji vojski. Zbral je okrepitve in vodil svoje može v presenečenje za helensko napredovanje, da bi jih prerezal. To je prisililo Aleksandra da je postavil položaje za boj blizu ustja reke Pinar in mesta Is.

## Lokacija
Bitka je potekala južno od starodavnega mesta Is, ki je blizu današnjega turškega mesta İskenderun (turški ekvivalent "Aleksandrije", ki ga je ustanovil Aleksander v spomin na svojo zmago), na obeh straneh majhne reke Pinar. Na tej lokaciji je razdalja od zaliva Is do okoliških gora le 2,6 km, kraj, kjer Darej ni mogel izkoristiti svoje superiornosti v številu vojakov. Špekulacije o lokaciji Pinara so se dogajale več kot 80 let. Starejši zgodovinarji so verjeli, da je to reka Deli Tchai, vendar zgodovinarja N. G. L. Hammond in A. M. Devine trdita, da je Pinar pravzaprav reka Paja, ki svojega toka od antike ni bistveno spremenila. Njuni dokazi temeljijo na Kalistenovih zapisih glede meritev bojnega polja in razdalj, ki sta jih vodili obe vojski v uvodu v bitko in razdalje, ki jo je opisal po bitki Diodor Sicilski.

## Ozadje
Aleksander je krenil v Azijo leta 334 pr. n. št. in premagal lokalne perzijske satrape. Nato se je odločil zavzeti Malo Azijo. Medtem ko je bil Aleksander v Tarsu, na meji današnje Turčije in Sirije, je slišal da Darej III. pripravlja veliko vojsko v Babilonu. Če bi Darej III. zavzel Is, bi lahko uporabil pomoč perzijske flote v Sredozemlju, si olajšal preskrbo in omogočil lažje izkrcavanje vojske za sovražnikove položaje. Aleksander je poslal Parmeniona da zavzame obalo okoli Isa. Ko je spoznal, da je perzijska vojska prišla v Sirijo, se je Aleksander odločil, da napreduje južno od Isa do pomembnih gorskih prelazov.
Darej III. je vedel, da Parmenion brani gorske prelaze, in zato, da bi se izognil zasedam in neugodnemu terenu, izbere severno daljšo pot. Perzijci so zasedli Is in pobili vse ujetnike. Tako je Darej postavil svojo vojsko za sovražnikove položaje in jim presekal oskrbovalne poti. Izbral si je dober položaj za bitko in počakal Aleksandra.

## Motivi
Aleksander je, po nasvetu svojega vojaškega sveta, vodil defenzivno borbo. Izogibal se je obračunu z večjo perzijsko vojsko. Darej je po drugi strani imel problem z zimskim oskrbovanjem vojske, sočasno pa so se mu upirala mesta v Feniciji. Za Dareja je bila bitka tako potrebna. Izbran teren je dajal prednost manjšim vojskam, saj Aleksander bitke na odprtem bojišču ne bi sprejel. Aleksander je bitko sprejel, saj je Darej zavzel strateško pomembno ozemlje.

## Borci

### Perzijska vojska
Nekateri antični viri (Arijan in Plutarh), ki so svoje zapise v zgodnjih grških virih utemeljili, ocenjujejo skupno 600.000 perzijskih vojakov, medtem ko sta Diodor in Justin ocenila 400.000, Kurcij Ruf pa 250.000.
Sodobni zgodovinarji menijo, da je Arijanovo število 600.000 vojakov zelo malo verjetno. Trdijo, da je bila logistika, v kateri je bilo več kot 100.000 vojakov v bitki, v tistem času izredno težka. Hans Delbrück daje oceno 25.000, čeprav večina (vključno z Engelsom in Greenom) ocenjuje, da skupna velikost Darejeve vojske ni bila večja od 100.000, vključno z 11.000 konjeniki, 10.000 perzijskimi nesmrtniki in 10.000 grškimi plačanci. Warry ocenjuje skupno 108.000 mož.

### Makedonska vojska
Velikost grške vojske morda ni presegla 40.000 mož, vključno z drugimi zavezniki, ki jih je vodil Aleksander. Njegovo vojsko je lahko sestavljalo okoli 22.000 falangistov in hoplitov, 13.000 peltastov in 5.850 konjenikov.

## Bitka
Makedonci so prišli skozi Sirijska vrata do reke Pinar, kjer jih je čakal Darej. Aleksander je bil na desnem krilu z elitno konjenico. Konjenica tesalskih Grkov je bila na levem krilu, center z makedonsko falango pa je vodil Parmenion.
Darej je težko konjenico skoncentriral ob obali nasproti tesalske konjenice. Poleg njih je razporedil falango okrog 12.000 grških plačancev. Poleg te je vzdolž reke in ob hribu razporedil perzijsko pehoto. Pehota na gori je ogrožala desni bok Aleksandrove vojske. Razpored Darejeve vojske je imel obliko grške črke gama. Darej je v sredino namestil najboljšo pehoto, grške plačance in kraljevo gardo.
Perzijska konjenica je bila na levi strani močnejša od grške in je prva začela bitko. Sicer šibkejši Parmenion je zdržal dovolj dolgo proti močnejšemu nasprotniku in najmočnejšemu delu perzijske vojske, da je Aleksander s svojo elitno konjenico z desnega krila napravil vrzel v perzijskih vrstah. Potem je Aleksander s konjenico napredoval direktno proti Dareju, ki je zbežal z bojišča. Perzijci se pričnejo neorganizirano umikati, Aleksandrova vojska jih zasleduje in jih pobija.

## Posledice
Bitka pri Isu je bila odločna Aleksandrova zmaga in označuje začetek konca Ahemenidskega cesarstva. Perzijci so pod vosdtvom kralja Dareja doživeli prvi poraz. Po bitki je Darej zbežal do Evfrata, Aleksander pa je med begom zajel skoraj celo Darejevo družino. Aleksander ga je leta 331 pr. n. št. ponovno premagal v bitki pri Gavgameli.

## Upodobitve bitke
- Nemški renesančni slikar in tiskar Albrecht Altdorfer (1480–1538) je dramatično prikazal bitko v sliki Bitka Aleksandra pri Isu leta 1529.
- V Louvru visi Bitka pri Isu Jana Brueghla starejšega (1568–1625) iz let 1599–1600.
- Ameriški abstraktni ekspresionistični slikar Cy Twombly je shematiziral bitko v sliki iz leta 1968 Sinopsis bitke.[7]
- Film Oliverja Stona Bitka pri Gavgameli iz leta 2004 naj bi prikazal bitko, vendar je v filmu uprizoril elemente itke pri Graniku, Isu in Gavgameli. Bitka na reki Hidasp je prav tako predstavljena v filmu.
- Sodobni umetnik Rossi d'Providence je ustvaril oljno sliko bitka pri Isu za Klasični oddelek na Univerzi Brown v Providence, Rhode Island.[8]

### Antični
- Diodorus Siculus (90–30 BC). Bibliotheca Historica. (Reference 6)
- Quintus Curtius Rufus (AD 60–70). Historiae Alexandri Magni.
- Plutarch (AD 75). The Life of Alexander the Great, Parallel Lives.
- Arrian (AD 86–146). Anabasis Alexandri.
- Junianus Justinus (3rd century). Historiarum Philippicarum libri XLIV.

### Sodobni
- Delbrück, Hans (1920). History of the Art of War. University of Nebraska Press. Reprint edition, 1990. Translated by Walter, J. Renfroe. 4 Volumes.
- Engels, Donald W. (1978). Alexander the Great and the Logistics of the Macedonian Army. Berkeley/Los Angeles/London.
- Fuller, John F. C. (1960). The Generalship of Alexander the Great. New Jersey: De Capo Press.
- Green, Peter (1974). Alexander of Macedon: A Historical Biography.
- Moerbeek, Martijn (1997). The battle of Issus, 333 BC. Universiteit Twente.
- Rogers, Guy (2004). Alexander: The Ambiguity of Greatness. New York: Random House.
- Warry, J. (1998), Warfare in the Classical World. ISBN 1-84065-004-4.
- Welman, Nick. Army. Fontys University.